# Movimento Nazionalista Rivoluzionario
Il Movimento Nazionalista Rivoluzionario (in spagnolo Movimiento Nacionalista Revolucionario - MNR) è un partito politico boliviano.
Fu fondato nel 1942 dal futuro presidente Víctor Paz Estenssoro e fu la forza trainante della rivoluzione boliviana del 1952, dalla sua fondazione ha influenzato gran parte della storia del Paese.

## Risultati elettorali
| Elezione                      | Candidato                                 | Voti      | %     | Seggi  | Seggi    |
| ----------------------------- | ----------------------------------------- | --------- | ----- | ------ | -------- |
| Generali 1980                 | Víctor Paz Estenssoro ❌ Non eletto       | 263.706   | 20,15 | Camera | 34 / 130 |
| Generali 1980                 | Víctor Paz Estenssoro ❌ Non eletto       | 263.706   | 20,15 | Senato | 10 / 27  |
| Generali 1985                 | Víctor Paz Estenssoro ❌ Non eletto       | 456.704   | 30,36 | Camera | 43 / 130 |
| Generali 1985                 | Víctor Paz Estenssoro ❌ Non eletto       | 456.704   | 30,36 | Senato | 16 / 27  |
| Generali 1989                 | Gonzalo Sánchez de Lozada ❌ Non eletto   | 363.113   | 25,65 | Camera | 40 / 130 |
| Generali 1989                 | Gonzalo Sánchez de Lozada ❌ Non eletto   | 363.113   | 25,65 | Senato | 9 / 27   |
| Generali 1993 (con MRTKL)     | Gonzalo Sánchez de Lozada ✔️ Eletto       | 585.890   | 35,56 | Camera | 52 / 130 |
| Generali 1993 (con MRTKL)     | Gonzalo Sánchez de Lozada ✔️ Eletto       | 585.890   | 35,56 | Senato | 17 / 27  |
| Generali 1997 (con NFR e PDC) | Juan Carlos Durán ❌ Non eletto           | 396.235   | 18,20 | Camera | 26 / 130 |
| Generali 1997 (con NFR e PDC) | Juan Carlos Durán ❌ Non eletto           | 396.235   | 18,20 | Senato | 5 / 27   |
| Generali 2002 (con MBL)       | Gonzalo Sánchez de Lozada ✔️ Eletto       | 624.126   | 22,96 | Camera | 36 / 130 |
| Generali 2002 (con MBL)       | Gonzalo Sánchez de Lozada ✔️ Eletto       | 624.126   | 22,96 | Senato | 11 / 27  |
| Generali 2005                 | Michiaki Nagatani Morishita ❌ Non eletto | 185.859   | 6,47  | Camera | 7 / 130  |
| Generali 2005                 | Michiaki Nagatani Morishita ❌ Non eletto | 185.859   | 6,47  | Senato | 1 / 27   |
| Generali 2009 (con NFR)       | Manfred Reyes Villa ❌ Non eletto         | 1.212.795 | 25,46 | Camera | 37 / 130 |
| Generali 2009 (con NFR)       | Manfred Reyes Villa ❌ Non eletto         | 1.212.795 | 25,46 | Senato | 10 / 36  |
| Generali 2014                 | N.D.                                      | N.D.      | N.D.  | N.D.   | N.D.     |
| Generali 2019                 | Virginio Lema ❌ Non eletto               | 42.334    | 0,69  | Camera | 0 / 130  |
| Generali 2019                 | Virginio Lema ❌ Non eletto               | 42.334    | 0,69  | Senato | 0 / 36   |